# Lavercantière
Lavercantière é uma comuna francesa na região administrativa de Occitânia, no departamento de Lot. Estende-se por uma área de 14,99 km². Em 2010 a comuna tinha 259 habitantes (densidade: 17,3 hab./km²).81 hab/km².